# Brzezie (powiat wielicki)

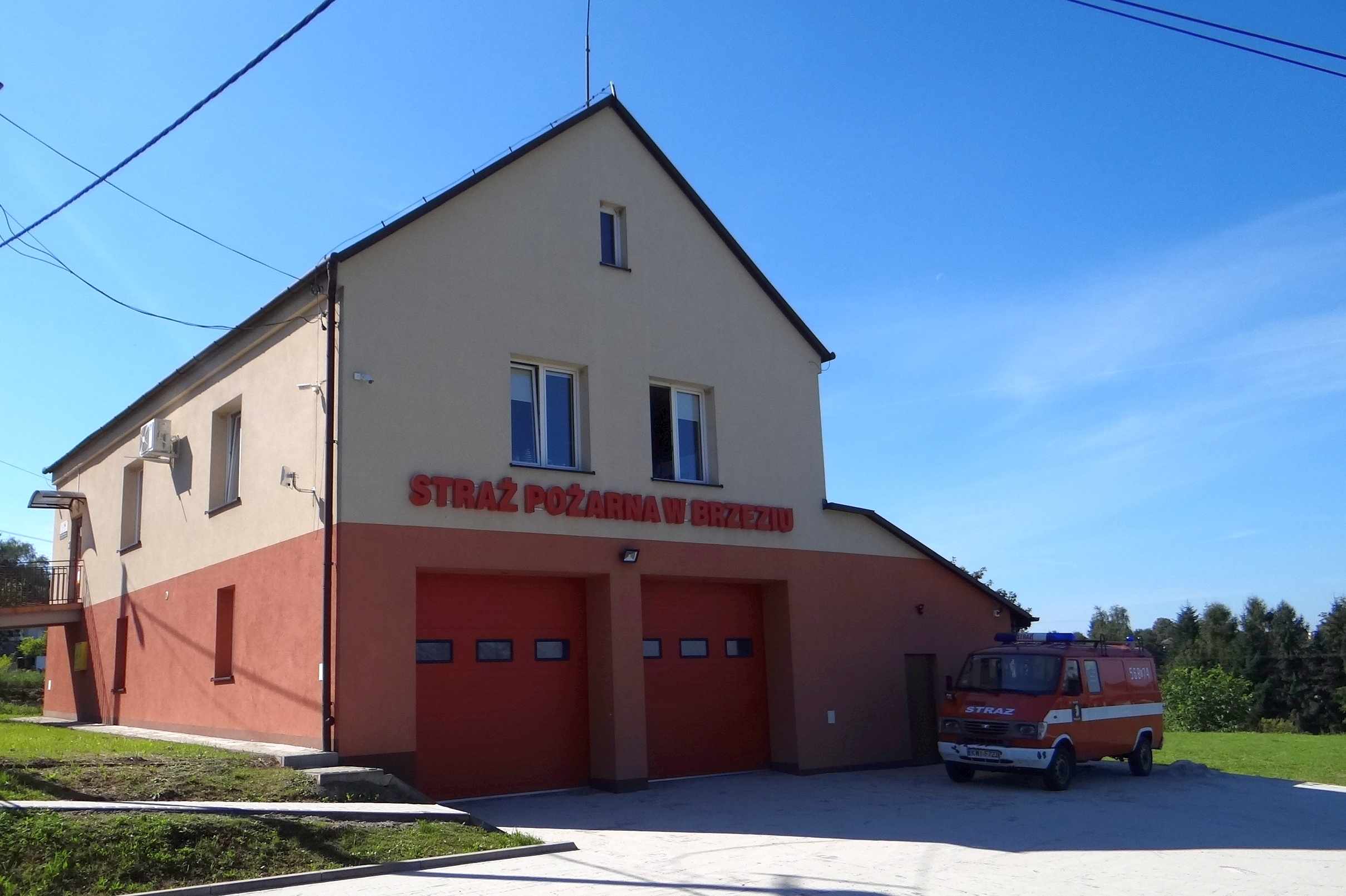
Remiza OSP

Brzezie – wieś w Polsce, położona w województwie małopolskim, w powiecie wielickim, w gminie Kłaj.
Brzezie położone jest na Podgórzu Bocheńskim, w zachodniej części Kotliny Sandomierskiej. Zabudowania wsi zgrupowały się na najbardziej w dolinę Wisły wysuniętym garbie terenowym, o wysokości około 285 m n.p.m. Garb ten to rodzaj równoleżnikowo wydłużonego wału, który wznosi się na wysokość od 80 do 100 m ponad dolinami Wisły i Raby.
Po południowej stronie wsi przebiega ruchliwa, międzynarodowa droga E40 od Tuplic do Przemyśla, przez Kraków, Bochnię i Tarnów, a na północ – droga łącznikowa do Niepołomic przez Dąbrowę.
| SIMC    | Nazwa               | Rodzaj     |
| ------- | ------------------- | ---------- |
| 0321684 | Gruszki             | przysiółek |
| 0321632 | Kmiecie             | część wsi  |
| 0321690 | Podlas Gruszczański | przysiółek |
| 0321649 | Przymiarki          | część wsi  |
| 0321655 | Ukraina             | część wsi  |
| 0321678 | Zagaj               | część wsi  |
| 0321661 | Za Szosą            | część wsi  |

## Opis wsi
Wieś w gminie Kłaj, liczy sobie ok. 1000 mieszkańców. Wieś ma charakter wielodrożnicy, z centrum w okolicach kościoła. Na wschód od niego wznosi się zespół budynków pofolwarcznych, niegdyś stanowiących filię Zakładu Doświadczalnego Hodowli i Aklimatyzacji Roślin w sąsiednich Grodkowicach.

## Historia
Ze wsi pochodzą Lanckorońscy, arystokraci z XIII i XIV w. herbu Zadora, którzy pisali się z Brzezia. Pod koniec XIX w. w powiecie bocheńskim. Na obszarze dworu znajdowała się gorzelnia.
W latach 1954–1961 wieś należała i była siedzibą władz gromady Brzezie, po jej zniesieniu w gromadzie Szarów. W latach 1975–1998 wieś administracyjnie należała do województwa krakowskiego.

## Zabytki
Drewniany kościół z 1440 uległ zniszczeniu. Nowy wybudowany w 1837 r. pw. św. Mikołaja, poświęcony w 1844 r. przez biskupa tarnowskiego Wojtarowicza.

## Urodzeni w Brzeziu
- Jan III Szewczyk (ur. 1896) – podpułkownik piechoty Wojska Polskiego, kawaler Virtuti Militari
- Zbigniew z Brzezia (1360–1425) – marszałek wielki koronny 1399–1425, starosta krakowski 1409–1410, dyplomata